# Written in the Stars
"Written in the Stars" trzeci singiel brytyjskiego rapera Tinie Tempah nagrany z amerykańskim piosenkarzem Erikiem Turnerem, pochodzący z debiutanckiego albumu Disc-Overy (2010).

## Lista utworów
UK Digital Download
1. "Written in the Stars" (Album Version) – 3:40
2. "Written in the Stars" (Instrumental) – 3:39
3. "Written in the Stars" (The Arcade Southside Remix) (Feat. Taio Cruz) – 3:33

UK Promo CD Single
1. "Written in the Stars" (Radio Edit) – 3:33
2. "Written in the Stars" (Album Version) – 3:40
3. "Written in the Stars" (Instrumental) – 3:39

US Digital Download
1. "Written in the Stars" (Album Version) – 3:40